# ディッシュ (料理)

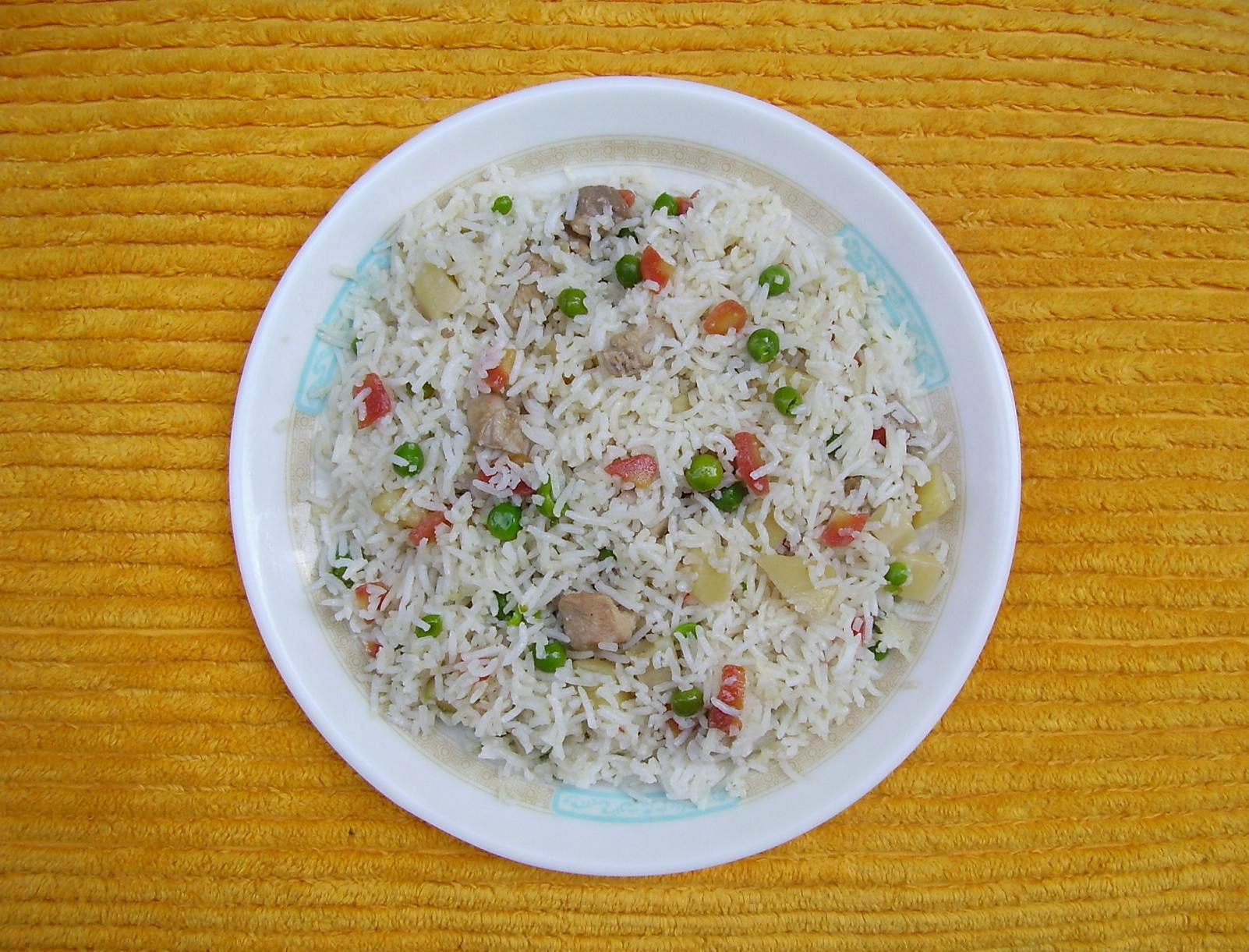
中国風のチャーハン。

美食学におけるディッシュ（英語: Dish）は、食用に提供される「特定の食品の1品、または1種類」。日本語では料理とも称される。ディッシュを準備する手順はレシピと呼ばれるが、「ファッジバニラアイスクリーム」といった、食品2品を組み合わせただけのディッシュのレシピは料理本に載せられることが少ない。

## ディッシュの名付け

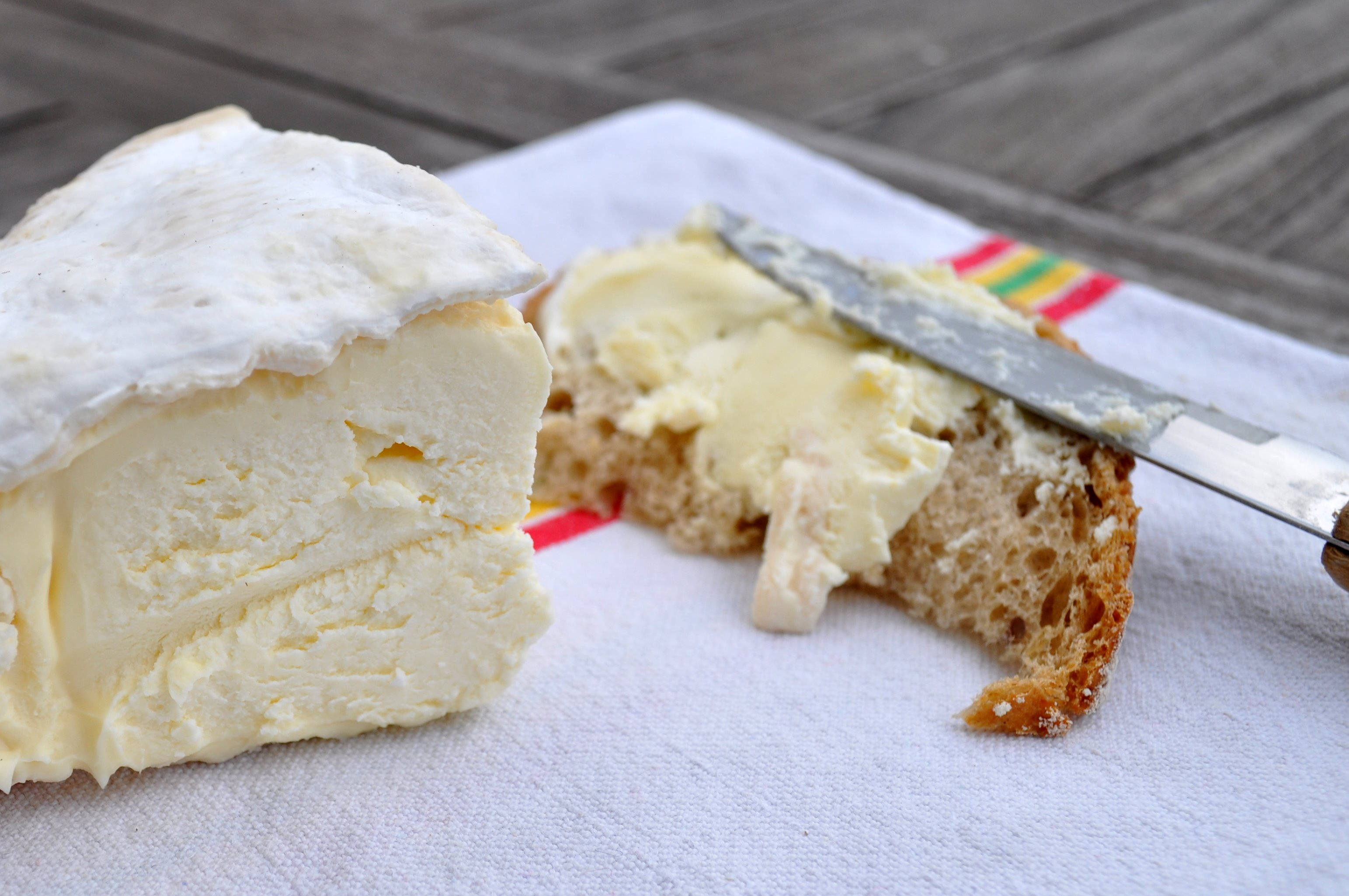
ブリア＝サヴァランチーズ。

ディッシュにはザウアーブラーテンのように特定の名前があるもの、「焼きリブステーキ」のように内容物を説明する名前があるものの2種類がある。特定の場所との関連により名付けられるボストンベイクドビーンズのような例も多いが、「オムレット・ア・ラ・フロランティーヌ」のように、「ア・ラ・フロランティーヌ」が「フィレンツェ風」を意味せず「ほうれん草入り」を意味する場合もある。
人物がディッシュの名前の由来になることもあり、例としてはブリア＝サヴァランチーズがジャン・アンテルム・ブリア＝サヴァランに由来し、またロシアのオペラ歌手フョードル・シャリアピンが1930年代に日本を訪れたときに特製のステーキが供されたことをきっかけに「シャリアピン・ステーキ」というディッシュが生まれたといった例もある。さらにはじめて特定のディッシュを制作した人物が名前の由来になることもあるため、ディッシュの名前の起源が諸説紛々となることが多い。